# 多毛魚形介
多毛魚形介（学名：Paradoxostoma pilosum）为魚形介科魚形介屬下的一个种。